# Limousin (Rind)

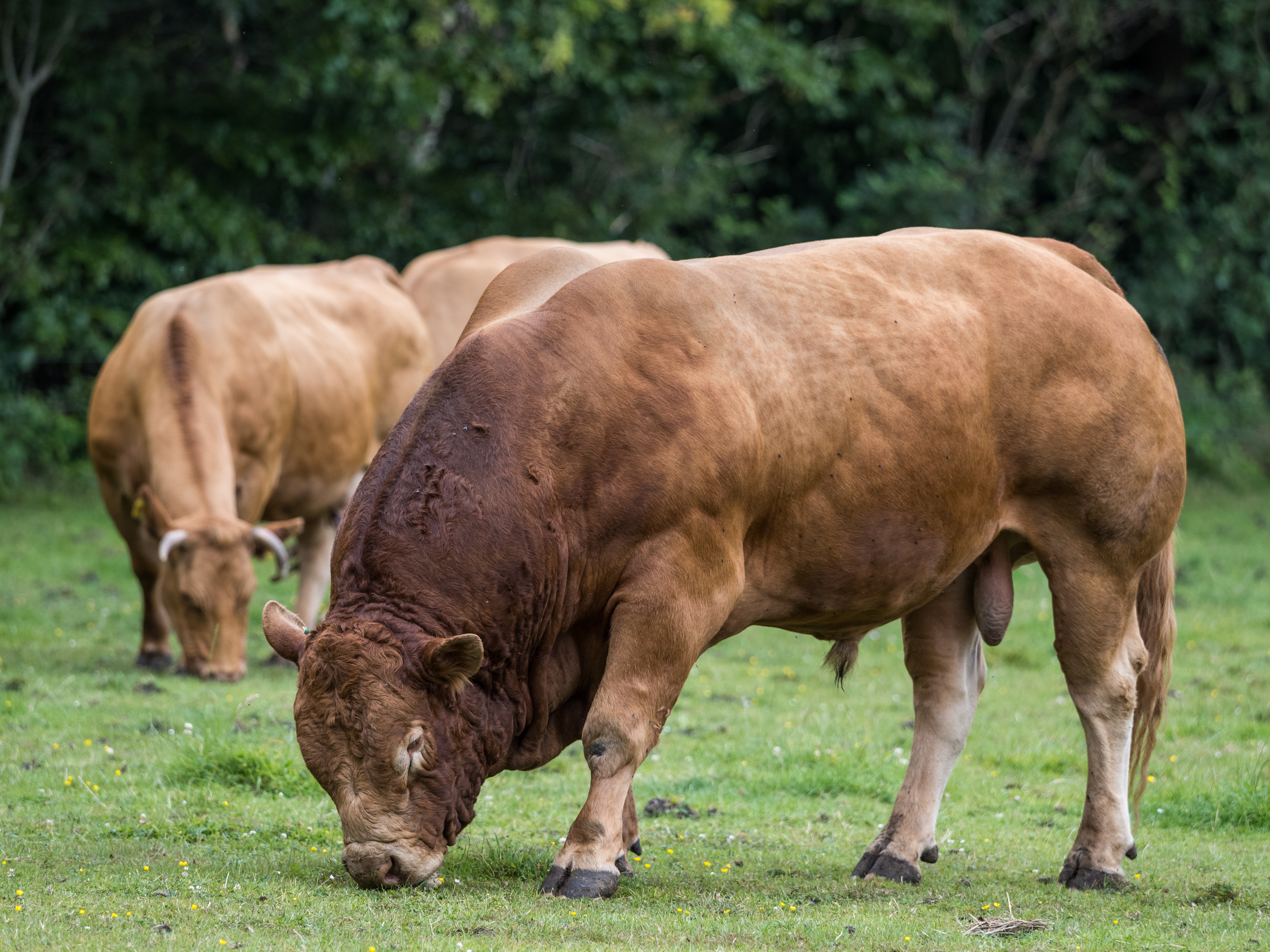
Limousin-Bulle

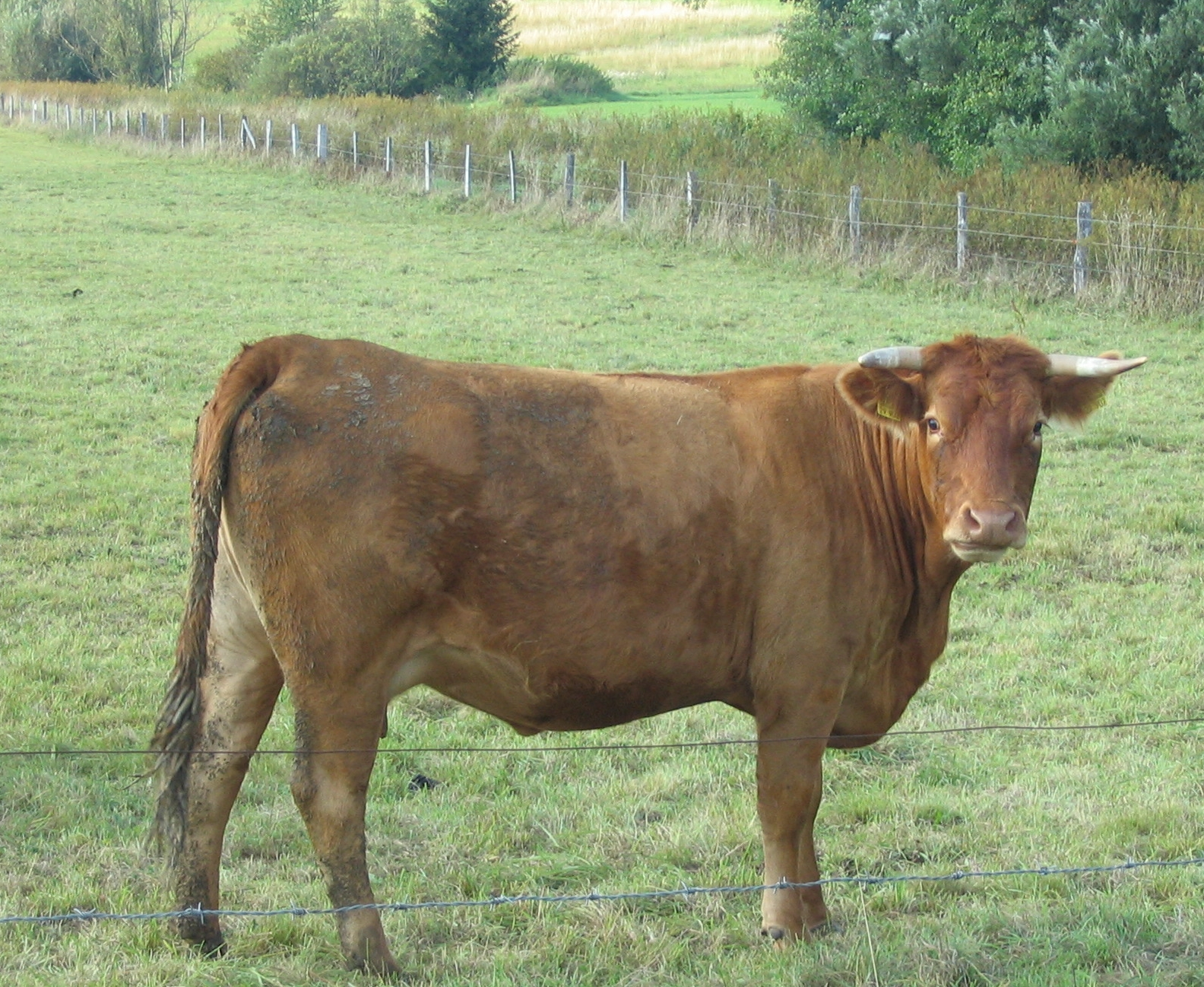
Limousin-Kuh (Jungtier)

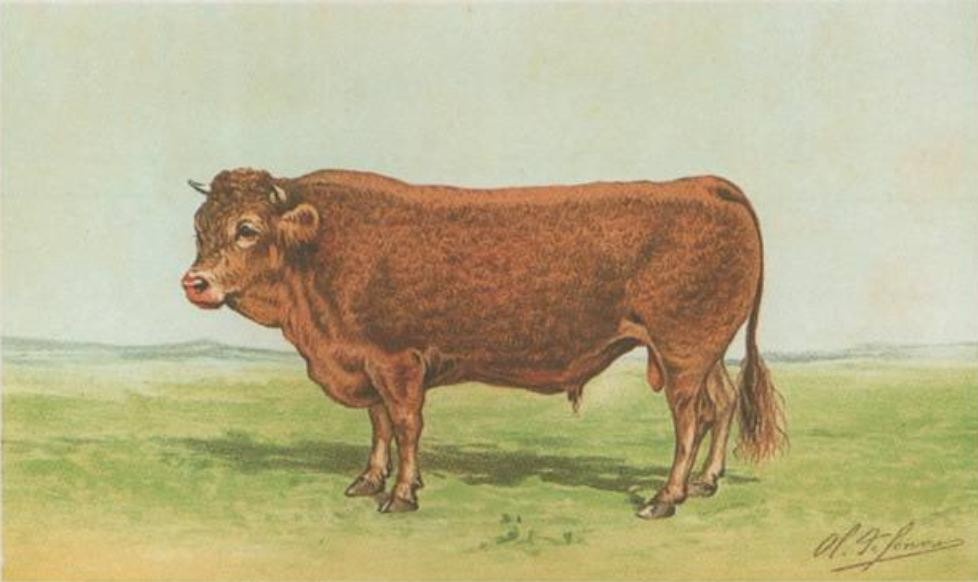
Zeichnung eines Limousin (Charles-Olivier de Penne, 1863)

Das Limousin-Rind ist eine Rinderrasse, die aus der gleichnamigen Region Limousin in Zentral-Frankreich stammt.

## Zucht
1886 wurde in Frankreich das erste Herdbuch der Rasse gegründet. Damals wurde die Rasse auf Zugleistung und Mastfähigkeit gezüchtet. Heute wird es weltweit als reines Fleischrind gezüchtet.
Etwa 1975 wurde die Rasse erstmals in Deutschland eingeführt, wo sie heute neben Charolais die wichtigste Fleischrinderrasse ist. Die Rasse wird neben der Reinzucht auch zur Kreuzung mit anderen Rassen eingesetzt. In Deutschland gab es 2005 ca. 10.000 Herdbuchtiere.

## Aussehen
Die Rasse hat ein rotes bis weizenfarbiges Fell mit charakteristischen Aufhellungen an Augen, Flotzmaul und Füßen.

## Leistungen
Kühe erreichen in der Regel ein Lebendgewicht um 650 bis 850 kg bei einer Widerristhöhe von ca. 137 cm, Bullen werden etwa 1100 bis 1400 kg schwer mit einer Widerristhöhe von ca. 143 cm. Die Milchleistung der Kühe reicht für gute Zunahmen der Kälber in der Mutterkuhhaltung aus.
Besondere Vorzüge der Rasse sind die leichten Geburten, breite Becken, gute bis sehr gute Zunahmen bei hervorragender Futterverwertung und die gute Fleischqualität. Die Rasse ist auch durch ihre Langlebigkeit und Anpassungsfähigkeit bekannt. Eine Kuh ist erst nach 5 Jahren vollständig ausgewachsen und hat ihr volles Gewicht erreicht.

## Charaktermerkmale
Das Limousin-Rind ist eine meist ruhige, ausgeglichene Rasse, die ihre Kälber sehr gut gegen potenzielle Feinde verteidigt. Dabei können sie auch sehr ruppig werden. Ansonsten aber werden sie schnell zahm, verlieren die Scheu vor allerlei "komischen" Dingen wie z. B. Traktoren und sind überaus neugierig. Sie sind sehr verfressen; daher sollte man darauf achten, dass sie nicht zu viel in zu kurzer Zeit fressen.